# Goslarsche Zeitung
Die Goslarsche Zeitung ist eine lokale Tageszeitung, die sechsmal pro Woche werktags im Berliner Format in Goslar in Niedersachsen erscheint. Neben der Hauptausgabe für die Stadt Goslar und die nördlich angrenzenden Gemeinden werden Lokalausgaben für Bad Harzburg und Clausthal-Zellerfeld produziert. Die verkaufte Auflage beträgt 16.373 Exemplare, ein Minus von 49,9 Prozent seit 1998.
Verbreitungsgebiet ist im Wesentlichen der Landkreis Goslar mit Ausnahme der Region Seesen, die der Seesener Beobachter abdeckt. Eigentümerin der Goslarschen Zeitung ist die Karl Krause GmbH und Co. KG, der auch das Stader Tageblatt einschließlich des Buxtehuder Tageblatts gehören. Den Mantel des Blattes liefert die Braunschweiger Zeitung. Allerdings erscheint die Goslarsche Zeitung, die in einer verlagseigenen Druckerei in Goslar hergestellt wird, zumeist mit einer von der Braunschweiger Zeitung abweichenden Gestaltung der Titelseite und macht dort zunehmend auch lokale Themen zum Aufmacher.

## Geschichte
Die erste Ausgabe einer Tageszeitung unter dem Titel Goslarsche Zeitung erschien am 1. Januar 1889. Die Geschichte des Pressewesens in Goslar ist jedoch älter. Am 15. Dezember 1783 druckte Ernst Wilhelm Gottlieb Kircher eine Ankündigung, in der er mitteilte, ab dem folgenden Jahr ein Wochenblatt mit Namen Goslarsche Polizey und Commercien-Zeitung für 100 Abonnenten herausgeben zu wollen. Das Unternehmen scheiterte indes zunächst am Goslarer Stadtrat, der die Druckerlaubnis verweigerte. Erst im Januar 1800 hatte Kircher Erfolg. 1813 kam eine zweite Ausgabe pro Woche hinzu. Nach mehreren Eigentümerwechseln gaben Franz und Joseph Jäger das Blatt ab 1889 unter der bis heute erhaltenen Bezeichnung täglich heraus. Die Goslarsche Zeitung selbst gibt heute unter dem Titel das Jahr 1783 als ihr Gründungsjahr an.
Das Blatt hatte ein weiteres Mal den Eigentümer gewechselt, als 1900 Karl Krause aus Stade die Mehrheit der Gesellschaftsanteile übernahm. 1925 wurde er Verleger und Herausgeber der Goslarschen Zeitung. Ihm folgte sein Sohn Walther, der seit 1940 auch den Posten des Chefredakteurs innehatte. 1943 fusionierte die Zeitung auf Veranlassung der Reichspressekammer mit einer weiteren Goslarer Publikation, den Neuesten Nachrichten, führte den Namen Goslarsche Zeitung bis zum Ende des Zweiten Weltkriegs nur noch im Untertitel und hieß nun Harzer Tageblatt (heute trägt die Hauptausgabe die Bezeichnung Harzer Tageblatt im Untertitel).
Ab 1949 kooperierte die Goslarsche Zeitung mit anderen Blättern bei der Produktion des überregionalen Teils, woraus der Zeitungsring Südniedersachsen hervorging. Durch den Kauf verschiedener ehemals selbständiger, konkurrierender Blätter aus der Harzregion vergrößerte der Verlag das Erscheinungsgebiet der Goslarschen Zeitung in den folgenden Jahrzehnten erheblich und sicherte ihr eine Monopolstellung. So erwarb das Unternehmen die Harzburger Zeitung, die Öffentlichen Anzeigen für den Harz in Clausthal-Zellerfeld, die Braunlager Zeitung und die Sankt Andreasberger Zeitung.
In den 1960er Jahren übernahmen die Söhne Walther Krauses, Gert und Klaus, die Verlagsführung. Im Zuge der fortschreitenden Medienkonzentration wurden der Zeitungsring Südniedersachsen und die Mantelredaktion in Goslar 1986 aufgelöst. Seither bezieht die Goslarsche Zeitung die überregionalen Nachrichten von der Braunschweiger Zeitung, ist aber nach wie vor ein selbständiges Unternehmen.
Nach dem Ende der DDR 1990 eröffnete der Verlag Karl Krause jenseits der ehemaligen Grenze im benachbarten sachsen-anhaltischen Wernigerode eine Lokalredaktion und gab dort die bis 1943 existierende Wernigeröder Zeitung neu heraus. Das Projekt scheiterte jedoch an der Konkurrenz der dominierenden Harzer Volksstimme, einer Lokalausgabe der Magdeburger Volksstimme, und wurde 1995 eingestellt.
Seit 2002 führen die Cousins Klemens Karl Krause und Philipp Krause in vierter Generation das Unternehmen Medienhaus Krause, zu dem unter anderem auch die Anzeigenblätter extra am Mittwoch und Harzer Panorama, die Multimedia-Agentur hcmedia, ein Telefonbuchverlag, ein Online-Portal und ein Briefzustelldienst gehören. Im Dezember 2010 wurde Andreas Rietschel Chefredakteur der Goslarschen Zeitung. Seit April 2018 ist Jörg Kleine Chefredakteur.

## Auflage
Die Goslarsche Zeitung hat in den vergangenen Jahren erheblich an Auflage eingebüßt. Die verkaufte Auflage ist in den vergangenen 10 Jahren um durchschnittlich 3,3 % pro Jahr gesunken. Im vergangenen Jahr hat sie um 2,5 % abgenommen. Sie beträgt gegenwärtig 16.373 Exemplare. Der Anteil der Abonnements an der verkauften Auflage liegt bei 86,3 Prozent.
| 1998  | 1999  | 2000  | 2001  | 2002  | 2003  | 2004  | 2005  | 2006  | 2007  | 2008  | 2009  | 2010  | 2011  | 2012  | 2013  | 2014  | 2015  | 2016  | 2017  | 2018  | 2019  | 2020  | 2021  | 2022  | 2023  | 2024  |
| ----- | ----- | ----- | ----- | ----- | ----- | ----- | ----- | ----- | ----- | ----- | ----- | ----- | ----- | ----- | ----- | ----- | ----- | ----- | ----- | ----- | ----- | ----- | ----- | ----- | ----- | ----- |
| 32697 | 32310 | 31793 | 31146 | 30976 | 30217 | 29355 | 28729 | 28173 | 27649 | 27151 | 26780 | 26191 | 25753 | 25188 | 24017 | 23833 | 23308 | 22507 | 21707 | 21036 | 20370 | 19909 | 19436 | 18583 | 17476 | 17031 |

### Internet-Angebot
Das Internet-Angebot der Zeitung besteht seit 1998 und wurde seitdem ständig ausgeweitet. Mit goslarsche.de erreicht die Goslarsche Zeitung i. d. R. mehr als 1 Mio. Besuche pro Monat. Damit ist es eines der nutzerstärksten Nachrichtenportale im Harz und bietet Informationen aus und für die Region Goslar, Bad Harzburg und den Oberharz. Die Nutzung der Website goslarsche.de ist für Abonnenten mit täglicher Belieferung nach einer einmaligen Registrierung kostenlos.

### E-Paper und GZ am Abend
Seit 2014 gibt es die Goslarsche Zeitung auch im Internet als E-Paper, registrierte Benutzer können somit überall auf der Welt lesen. Für ein komfortableres Lesen werden Apps für Smartphones sowie Tablets angeboten. Im März 2019 wurde die App um „GZ am Abend“ erweitert, d. h. Abonnenten können bereits am Vorabend einen Blick in die kommende Zeitungsausgabe werfen. Das E-Paper erfreut sich wachsender Beliebtheit: Im Jahr 2020 stieg die abonnierte digitale Auflage um 33,4 %.

### GZ+
Im März 2022 wurde das digitale Produkt GZ+ eingeführt. Ein GZ+-Abonnement ermöglicht den Zugriff auf alle Artikel von goslarsche.de über die goslarsche.de-App oder einen Webbrowser.